# Fejér (comitaat)
Fejér is een comitaat in het midden van Hongarije. De hoofdstad is Székesfehérvár. Het comitaat heeft 425.847 (2011) inwoners.

## Geografie
Het comitaat ligt op de rechteroever van de Donau en de westgrens raakt bijna de oostkust van het Balatonmeer. Het grenst verder aan de comitaten Veszprém in het westen, Komárom-Esztergom in het noorden, Pest in het oosten, Bács-Kiskun in het zuidoosten, Tolna in het zuiden en Somogy in het zuidwesten.
Geografisch gezien is Fejér erg divers. Het zuidelijke en westelijke deel ligt aan de rand van de Grote Hongaarse Laagvlakte en andere delen zijn heuvelachtig, en maken deel uit van de Bakony-, Vértes-, Gerecseheuvels. Het Meer van Velence, een populair toeristenoord, ligt in het midden van Fejér.

## Geschiedenis

### Voor de Hongaarse verovering
Het gebied werd zo'n 18.000 jaar voor het begin van de jaartelling al bewoond.
Toen dit deel van het huidige Hongarije onderdeel was van de Romeinse provincie Pannonia, bevonden zich hier meerdere nederzettingen. De hoofdstad was Gorsium, maar er waren ook andere noemenswaardige steden, zoals Annamatia op de plek van het latere Baracs en Intercisa, op de plek van het latere Dunaújváros.
In de eerste jaren van de Middeleeuwen leefde er Hunnen en Avaren in dit gebied. Na 586 arriveerden er hier meerdere nomadische volken en de Hongaren veroverde het gebied aan het einde van de negende eeuw.

### Na de Hongaarse verovering
De Hongaren arriveerden hier tussen 895 en 900. De hoogste Hongaarse vorst en zijn stam vestigde zich in dit gebied. De stad Fehérvár, het latere Székesfehérvár werd belangrijk omdat het de residentie was van Prins Géza. Tijdens de regeerperiode van zijn zoon, Koning Stefanus I, werd Székesfehérvár de hoofdstad van het nieuw gevormde comitaat. Hongaarse koningen zullen in de stad worden gekroond en begraven tot aan de zestiende eeuw.

### Onder de Ottomaanse heerschappij
Fejér werd tussen 1543 en 1688 veroverd door de Ottomanen. Meerdere dorpen werden verwoest en het bevolkingsaantal daalde dramatisch.
Nadat Fejér was heroverd, werd het bestuur van het comitaat in 1692 in ere hersteld en in 1703 kreeg Székesfehérvár zijn stadstatus weer terug.

## Bevolking
Het comitaat had tijdens de volkstelling van 2011 in totaal 425.847 inwoners. Hiervan behoorden er 17.136 tot een van de minderheden. De belangrijkste minderheden zijn de Roma met 6299 personen en de Duitsers met 5419 personen.

## Districten in Fejér
Het comitaat is sinds 2013 verdeeld in de volgende districten (járások) als vervangers van de voorheen bestaande deelgebieden (Kistérségek):
| District       | Hoofdstad      | Oppervlakte | Inwoners (2013) | Plaatsen | Steden |
| -------------- | -------------- | ----------- | --------------- | -------- | ------ |
| Bicske         | Bicske         | 520.10      | 34 786          | 14       | 1      |
| Dunaújváros    | Dunaújváros    | 650.05      | 93 625          | 16       | 4      |
| Enying         | Enying         | 278.46      | 12 668          | 5        | 1      |
| Gárdony        | Gárdony        | 306.79      | 29 854          | 10       | 2      |
| Martonvásár    | Martonvásár    | 277.13      | 26 840          | 8        | 2      |
| Mór            | Mór            | 395.13      | 32 894          | 12       | 2      |
| Polgárdi       | Polgárdi       | 294.94      | 19 903          | 9        | 1      |
| Sárbogárd      | Sárbogárd      | 653.52      | 28 188          | 12       | 1      |
| Székesfehérvár | Székesfehérvár | 982.33      | 146 823         | 22       | 1      |

## Steden en dorpen

### Steden met comitaatsrecht
- Székesfehérvár
- Dunaújváros

### Andere steden
(gesorteerd naar bevolkingsomvang, volgens de census van 2001)
- Mór (14.731)
- Sárbogárd (13.461)
- Bicske (11.103)
- Ercsi (8.406)
- Gárdony (8.127)
- Enying (7.191)
- Polgárdi (6.582)
- Martonvásár (5.180)
- Velence (4.845)
- Adony (3.823)

### Dorpen
| - Aba           |  | - Felcsút          |  | - Mezőkomárom     |  | - Seregélyes     |
| - Alap          |  | - Füle             |  | - Mezőszentgyörgy |  | - Soponya        |
| - Alcsútdoboz   |  | - Gánt             |  | - Mezőszilas      |  | - Söréd          |
| - Alsószentiván |  | - Gyúró            |  | - Moha            |  | - Sukoró         |
| - Bakonycsernye |  | - Hantos           |  | - Nadap           |  | - Szabadbattyán  |
| - Bakonykúti    |  | - Igar             |  | - Nagykarácsony   |  | - Szabadegyháza  |
| - Balinka       |  | - Iszkaszentgyörgy |  | - Nagylók         |  | - Szabadhídvég   |
| - Baracs        |  | - Isztimér         |  | - Nagyveleg       |  | - Szár           |
| - Baracska      |  | - Iváncsa          |  | - Nagyvenyim      |  | - Gúttamási      |
| - Beloiannisz   |  | - Jenő             |  | - Nádasdladány    |  | - Tabajd         |
| - Besnyő        |  | - Kajászó          |  | - Óbarok          |  | - Tác            |
| - Bodajk        |  | - Káloz            |  | - Pákozd          |  | - Tordas         |
| - Bodmér        |  | - Kápolnásnyék     |  | - Pátka           |  | - Újbarok        |
| - Cece          |  | - Kincsesbánya     |  | - Pázmánd         |  | - Úrhida         |
| - Csabdi        |  | - Kisapostag       |  | - Perkáta         |  | - Vajta          |
| - Velencefürdö  |  | - Csákberény       |  | - Kisláng         |  | - Pusztaszabolcs |
| - Vál           |  | - Csákvár          |  | - Kőszárhegy      |  | - Pusztavám      |
| - Vereb         |  | - Csókakő          |  | - Kulcs           |  | - Rácalmás       |
| - Vértesacsa    |  | - Csór             |  | - Lajoskomárom    |  | - Ráckeresztúr   |
| - Vértesboglár  |  | - Csősz            |  | - Lepsény         |  | - Sáregres       |
| - Zámoly        |  | - Daruszentmiklós  |  | - Lovasberény     |  | - Sárkeresztúr   |
| - Zichyújfalu   |  | - Dég              |  | - Magyaralmás     |  | - Sárkeszi       |
| - Előszállás    |  | - Mány             |  | - Sárosd          |  |                  |
| - Etyek         |  | - Mátyásdomb       |  | - Sárszentágota   |  | - Fehérvárcsurgó |
| - Mezőfalva     |  | - Sárszentmihály   |  | - Sárkeresztes    |  |                  |